# Moonbeam
Moonbeam är en ort i Kanada.   Den ligger i provinsen Ontario, i den sydöstra delen av landet, 600 km nordväst om huvudstaden Ottawa. Moonbeam ligger 238 meter över havet och antalet invånare är 1 101.
Terrängen runt Moonbeam är platt. Trakten runt Moonbeam är nära nog obefolkad, med mindre än två invånare per kvadratkilometer.. Det finns inga andra samhällen i närheten. 
I omgivningarna runt Moonbeam växer i huvudsak blandskog.